# Grań główna Tatr

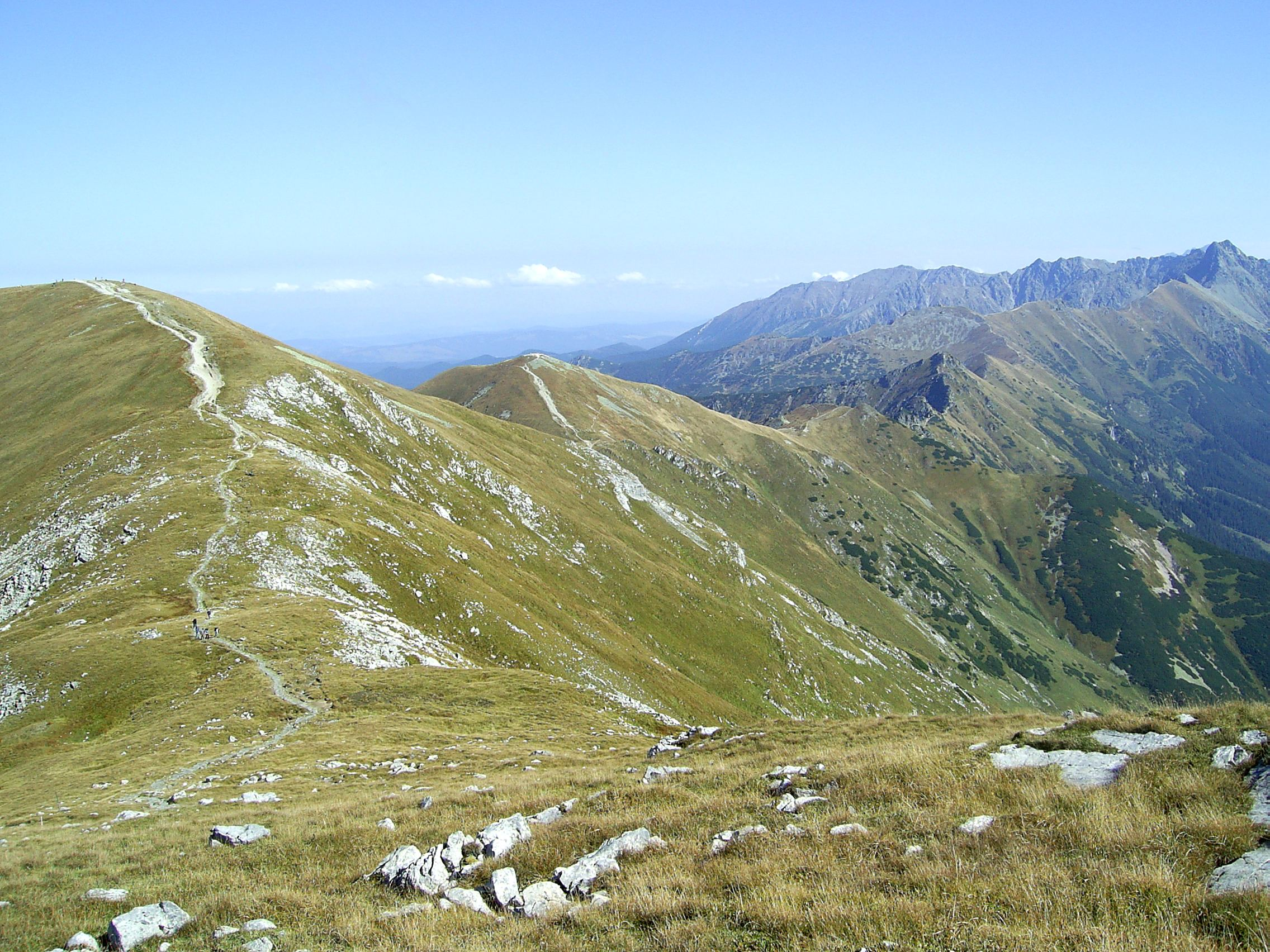
Fragment grani głównej Tatr od Małołączniaka do Świnicy

Grań główna Tatr – główny grzbiet Tatr ciągnący się przez 75 kilometrów od Huciańskiej Przełęczy (905 m n.p.m.) do Zdziarskiej Przełęczy (1081 m). Składa się z grani Tatr Zachodnich, grani Tatr Wysokich i części grani Tatr Bielskich.

## Przebieg

### Grań główna Tatr Zachodnich

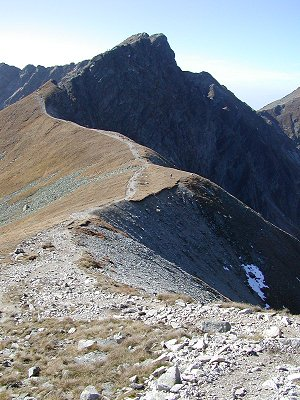
Fragment grani głównej z najwyższym jej punktem w obrębie Tatr Zachodnich, Banówką

Od Huciańskiej Przełęczy ciągnie się stale na wschód do Liliowego grań Tatr Zachodnich, stanowiąca ponad połowę całej grani (42 z 75 km). Ta część ma charakter stosunkowo łagodny, choć w rejonie Rohaczy występują także formy skalne przypominające Tatry Wysokie. Suma wzniesień na całej długości Tatr Zachodnich wynosi ok. 9150 m.
Najwyższymi punktami tego odcinka grani są Banówka (2178 m) i Starorobociański Wierch (2176 m). Najwyższy szczyt Tatr Zachodnich, Bystra (2248 m), leży poza granią główną, w biegnącym na południe grzbiecie odgałęziającym się ok. 50 m na północ od Błyszcza. Istotne wzniesienia grani głównej Tatr Zachodnich to (z zachodu na wschód): Siwy Wierch, Brestowa, Salatyński Wierch, Pachoł, Banówka, Rohacze, Wołowiec, Jarząbczy Wierch (ok. 100 m na południe od osi głównej grani), Kończysty Wierch, Starorobociański Wierch, Kamienista, Czerwone Wierchy, Goryczkowa Czuba i Kasprowy Wierch. Najniższymi, głębokimi wcięciami w całej grani Tatr są Palenica Jałowiecka (1570 m) i Tomanowa Przełęcz (1686 m).
Większość grani głównej Tatr Zachodnich położona jest na terenie Słowacji – jest to odcinek od początku grani aż do Wołowca. Od tego szczytu ściśle według grani przebiega granica polsko-słowacka. Słowacja ma na całej długości dostęp do co najmniej jednej strony grani. Wołowiec nie tylko rozpoczyna na grani granicę państwową, ale jest też kluczowym punktem hydrograficznym. W jego szczycie łączą się dorzecza Orawy, Wagu i Dunajca. Przechodzi przez niego Wielki Europejski Dział Wodny – granica zlewiska Morza Bałtyckiego i Czarnego. Grań główna na zachód od Wołowca jest działem wodnym pomiędzy terenami odwadnianymi przez Orawę i Wag, a od Wołowca na wschód – przez Wag i Dunajec.

### Grań główna Tatr Wysokich
Jednym z najważniejszych punktów grani głównej jest przełęcz Liliowe (1952 m). Kończy się tu grań Tatr Zachodnich, a rozpoczyna grań Tatr Wysokich. Przez przełęcz przebiega umowna granica pomiędzy tymi dwoma częściami Tatr o odrębnych charakterystykach. Po polskiej stronie grani granicą jest Dolina Suchej Wody Gąsienicowej, a po słowackiej Dolina Cicha Liptowska. Tatry Wysokie mają charakter bardziej skalisty, toteż grań zawiera więcej ostrych szczytów i niewielkich turni. W grani Tatr Wysokich znajduje się o wiele więcej nazwanych obiektów, mimo że jest ona niemal dwukrotnie krótsza (26 km) od grani Tatr Zachodnich. Początkowo grań przebiega nadal w kierunku równoleżnikowym. W wierzchołku Zadniego Gerlacha (2616 m) kieruje się na północny wschód i biegnie w tym kierunku przez Jagnięcy Szczyt, Koperszadzką Grań, Pośrednią Przełęcz pod Kopą do granicznej Niżnej Przełęczy pod Kopą (1750 m). Suma wzniesień na całej długości Tatr Wysokich wynosi ok. 10 700 m. 

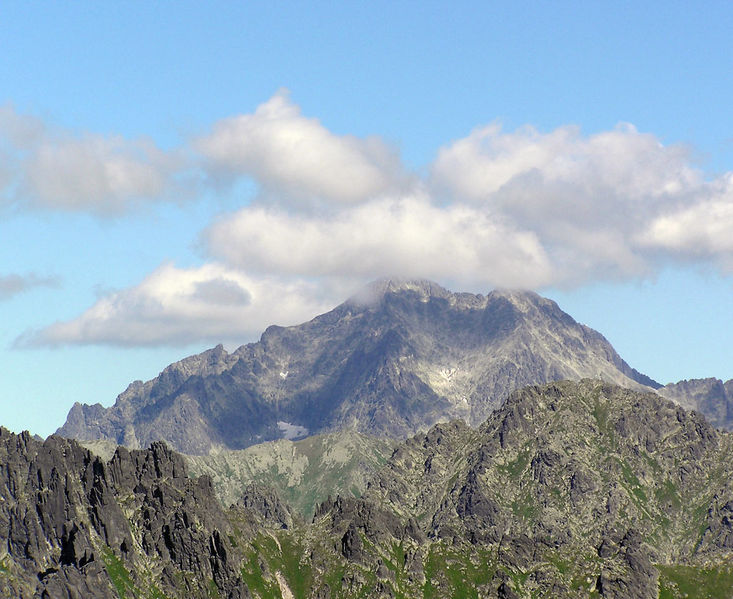
Lodowy Szczyt – najwyższy szczyt grani głównej Tatr

Także w Tatrach Wysokich najwyższy szczyt (Gerlach, 2654 m) znajduje się niewiele na południe poza granią główną. Leży w niej boczny wierzchołek Zadniego Gerlacha, który prawdopodobnie jest drugim co do wysokości obiektem na tej grani – nieznacznie większy jest Lodowy Szczyt (2627 m). W części literatury tatrzańskiej podane są inne wysokości, według których Zadni Gerlach jest wyższy. Od strony zachodniej ku wschodowi istotne szczyty grani Tatr Wysokich to m.in. Świnica, Mięguszowieckie Szczyty, Rysy, Wysoka, Ganek, Zadni Gerlach, Mała Wysoka, Świstowy Szczyt, Jaworowy Szczyt, Lodowy Szczyt, Kołowy Szczyt i Jagnięcy Szczyt. Najniższym punktem tej części grani jest Niżnia Czarna Ławka (1950 m) w grani Kotelnicy, inne głębsze przełęcze to Gładka Przełęcz, Żabia Przełęcz, Wschodnie Żelazne Wrota czy Świstowa Przełęcz.
Na granicy polsko-słowackiej położona jest część grani Tatr Wysokich od Liliowego do Rysów będących najwyższym szczytem Polski (2499 m, wierzchołek słowacki 2503 m). W wierzchołku Rysów granica skręca na północ w Żabią Grań, grań główna prowadzi zaś dalej na wschód, już do końca przez terytorium Słowacji. Ważnym punktem w hydrografii jest szczyt Cubryny, w którym odgałęzia się grań prowadząca do Krywania. Cubryna jest położona na granicy państwowej, na zachód od Mięguszowieckiego Szczytu Wielkiego, drugiego co do wysokości szczytu Polski (2438 m). W wierzchołku spotykają się dorzecza Dunajca, Wagu i Popradu, a przy tym również krainy historyczne: Podhale, Spisz i Liptów. Poprad jest dopływem Dunajca, a Dunajec jest dopływem Wisły i należy do dorzecza Morza Bałtyckiego, wody Wagu zasilają zaś Dunaj i Morze Czarne. Odcinek grani głównej od Wołowca do Cubryny stanowi fragment Wielkiego Europejskiego Działu Wodnego.

### Grań Tatr Bielskich

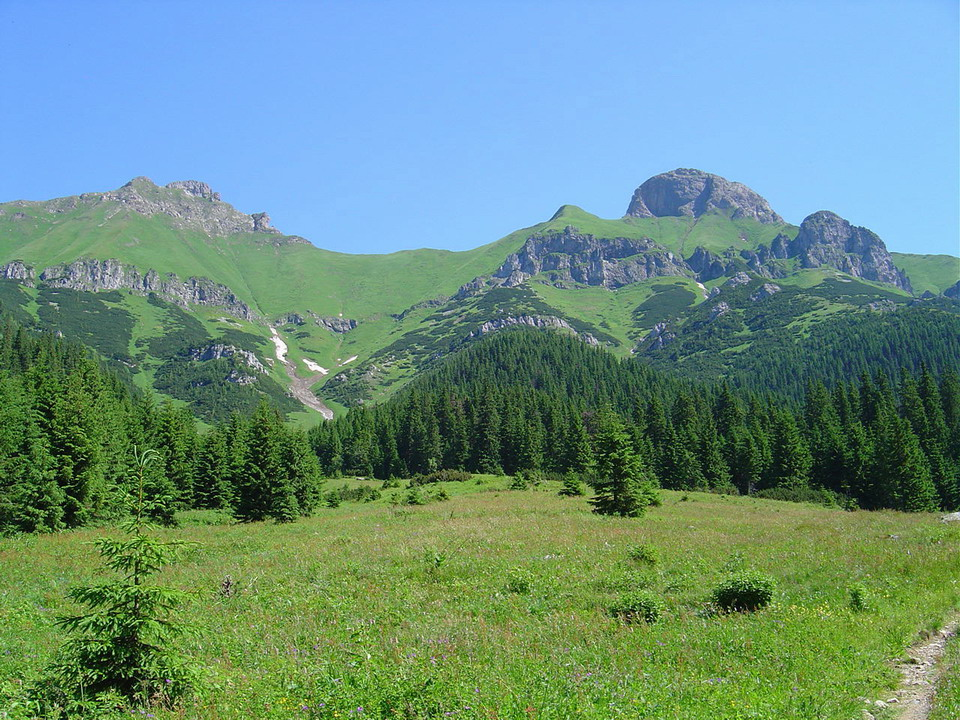
Fragment grani Tatr Bielskich z Hawraniem i Płaczliwą Skałą

Końcowy fragment grani głównej rozpoczyna się na Niżniej Przełęczy pod Kopą i przebiega przez Szaloną Kazalnicę, Szalony Przechód, Szalony Wierch (2061 m), Płaczliwą Skałę (2142 m) i Hawrań (2152 m) do Zdziarskiej Przełęczy. Tylko fragment od Szalonego Wierchu do Hawrania należy równocześnie do grani głównej Tatr Bielskich. Spowodowane jest to nietypowym ułożeniem tego pasma – niemal prostopadle do przebiegu grani głównej Tatr. Grań Tatr Bielskich na zachód od Hawrania prowadzi dalej przez Nowy Wierch i Murań, a na wschód od Szalonego Wierchu przez Bielskie Jatki i Bujaczy Wierch. Grań główna całych Tatr biegnie natomiast od Hawrania dalej na północ przez Starą Jaworzynkę i Długi Wierch na Zdziarską Przełęcz.
Część grani głównej w Tatrach Bielskich jest zdecydowanie najkrótsza. Ma tylko 7 km i znajdują się na niej jedynie trzy szczyty, natomiast suma deniwelacji wynosi 2250 m.

## Historia przejść

### Przejścia letnie
Pierwszego przejścia całej grani głównej dokonali Zbigniew Hegerle, Zbigniew Krysa, Jerzy Piotrowski, Ryszard Schramm i Jan Staszel w dniach 3–13 września 1955. Nie zakładano składów na grani, ale ominięto 6 szczytów, zaś na szereg innych wchodzili nie wszyscy członkowie zespołu. Przejścia dokonano w kierunku od Zdziarskiej do Huciańskiej Przełęczy.
Pierwsze przejście ściśle granią, bez omijania trudnych odcinków, należy do zespołu: Marian Kruczek, Stanisław Obrochta, Józef Olszewski i Henryk Szot (27 sierpnia – 18 września 1960, w tym samym kierunku). Podczas przejścia zespół nie ominął żadnego szczytu ani nazwanej turni. Podczas okresu przygotowawczego taternicy założyli 11 składów żywnościowych na przełęczach. Oprócz tego w czasie przejścia grani jedynie w trzech punktach zespołowi została dostarczona dodatkowa żywność i woda z dołu. Stosunkowo długi czas przejścia wynikł ze złych warunków atmosferycznych (łącznie 6 dni przerw na grani z powodu opadów deszczu i śniegu).
Najszybsze, jak dotychczas, przejścia Głównej Grani Tatr zostały dokonane solo w 1975 r.: Krzysztof Żurek w dniach 21–23 czerwca 1975 (69,5 godziny) oraz Władysław Cywiński w 3,5 dnia (15–18 lipca 1975).
Kolejnych letnich przejść Głównej Grani Tatr dokonali:
- Artur Paszczak i Adam Pieprzycki – w dniach 21–25 lipca 2016 (łączny czas 106 godzin)[5];
- Tadeusz Grzegorzewski – w dniach 25 sierpnia – 1 września 2016[6];
- Grzegorz Folta – przejście solo bez asekuracji, zjazdów, depozytów i wsparcia zewnętrznego, miało miejsce w dniach 29 lipca – 4 sierpnia 2017[7].

### Przejścia zimowe
Zimą pierwsi grań przemierzyli Jerzy Krajski, Czesław Mrowiec, Kazimierz Olech, Andrzej Sobolewski, Szymon Wdowiak i Andrzej Zawada (27 marca – 14 kwietnia 1959, również ze wschodu na zachód). Wyprawa ta odbyła się wbrew zaleceniom Zarządu Głównego Klubu Wysokogórskiego i nie była oficjalnie rozgłaszana. Nie było to jednak w pełni czyste przejście gdyż grań pokonywała zmieniająca się dwójka wspinaczy. Pozostali stanowili w tym czasie grupę transportową, która poruszała się obejściami głównej grani.
Najszybsze, jak dotychczas, przejście Głównej Grani Tatr zimą zajęło 10 dni, 14–23 stycznia 1978; Józef Olszewski, Piotr Malinowski i Krzysztof Żurek przeszli grań, nie zakładając składów i nie korzystając z pomocy grup wspierających.